# كوري بيرك
كوري بيرك (بالإنجليزية: Cory Burke)‏ (28 ديسمبر 1991 بكينغستون في جامايكا - ) هو لاعب كرة قدم جامايكي في مركز الهجوم. لعب مع فيلادلفيا يونيون.

## وصلات خارجية
- كوري بيرك على موقع الدوري الأمريكي (الإنجليزية)
- كوري بيرك على موقع قاعدة بيانات كرة القدم.إي يو (الإنجليزية)
- كوري بيرك على موقع ناشيونال فوتبول تيمز (الإنجليزية)
- كوري بيرك على موقع Soccerbase.com (لاعب) (الإنجليزية)
- كوري بيرك على موقع Soccerway.com (الإنجليزية)
- كوري بيرك على موقع عالم كرة القدم.نت (الإنجليزية)